# Конференция католических епископов Боснии и Герцеговины
Конференция католических епископов Боснии и Герцеговины (босн. и хорв. Biskupska Konferencija Bosne i Hercegovine, лат. Confœrentia Episcoporum Bosniæ et Hercegovinæ) — конференция католических епископов Боснии и Герцеговины. В её состав входит 6 человек: 3 епископа, 2 епископа-помощника и глава военного ординариата Боснии. Конференция была учреждена 8 декабря 1994 года после того, как была распущена Югославская конференция, существовавшая с 1918 года. Конференцию возглавляет председатель, избираемый епископами из своего числа.
Боснийская конференция католических епископов является полноправным членом Совета конференций католических епископов Европы.

## Список председателей
1. Винко Пулич (1995—2002)
2. Франьо Комарица (2002—2005)
3. Винко Пулич (2005—2010)
4. Франьо Комарица (2010-)[2]

## Состав конференции по данным на 2013 год
- Франьо Комарица, председатель, епископ Баня-Луки
- Винко Пулич, кардинал, архиепископ Врхбосны
- Ратко Перич, епископ Мостара-Дувно
- Перо Судар, епископ-помощник архиепархии Врхбосны
- Марко Семрен, епископ-помощник епархии Баня-Луки
- Томо Вукшич, глава военного ординариата Боснии и Герцеговины.